# WMG王座
WMG王座（ダブリュー・エム・ジーおうざ）は、WJプロレスが管理、認定していた王座。「WMG」は「World Magma the Greatest」の略。

## 歴史
2003年7月20日、WJプロレス両国国技館大会で行われた初代王座決定トーナメントに優勝した佐々木健介が初代王者になった。なお、チャンピオンベルトの制作が間に合わなかったというハプニングが起きた。12月17日、王者の健介がWJを退団により返上。その後、王座決定戦が行われないまま事実上封印状態となる。

## 歴代王者
| 歴代 | 選手       | 防衛回数 | 獲得日付      | 獲得場所                               |
| ---- | ---------- | -------- | ------------- | -------------------------------------- |
| 初代 | 佐々木健介 | 1        | 2003年7月20日 | 両国国技館 鈴木健想 2003年12月17日返上 |